# Weichselboom
De weichselboom of weichselkers (Prunus mahaleb) is een boom, die behoort tot de rozenfamilie. De weichselboom is oorspronkelijk afkomstig uit het Midden-Oosten en Midden- en Zuid-Europa. De sierkers is in Nederland aangeplant en vaak verwilderd.
De boom wordt tot 6 m hoog. De gekartelde-gezaagde bladeren zijn rondachtig-eirond en hebben een toegespitste top. De bladeren zijn aan de onderkant blauwgroen.
De weichselboom bloeit in mei met witte, geurende bloemen, die in korte drie- tot tienbloemige tuil of tros. De kroonbladen zijn 5-8 mm lang.
De 0,8-1 cm lange, eivormige vrucht is een steenvrucht. Rijp is de vrucht zwart en heeft een zure smaak.
De boom komt naast aanplant ook verwilderd in de duinen voor.

## Waardplant
De weichselboom is een waardplant voor de rupsen van de koningspage.

## Gebruik

### Voeding

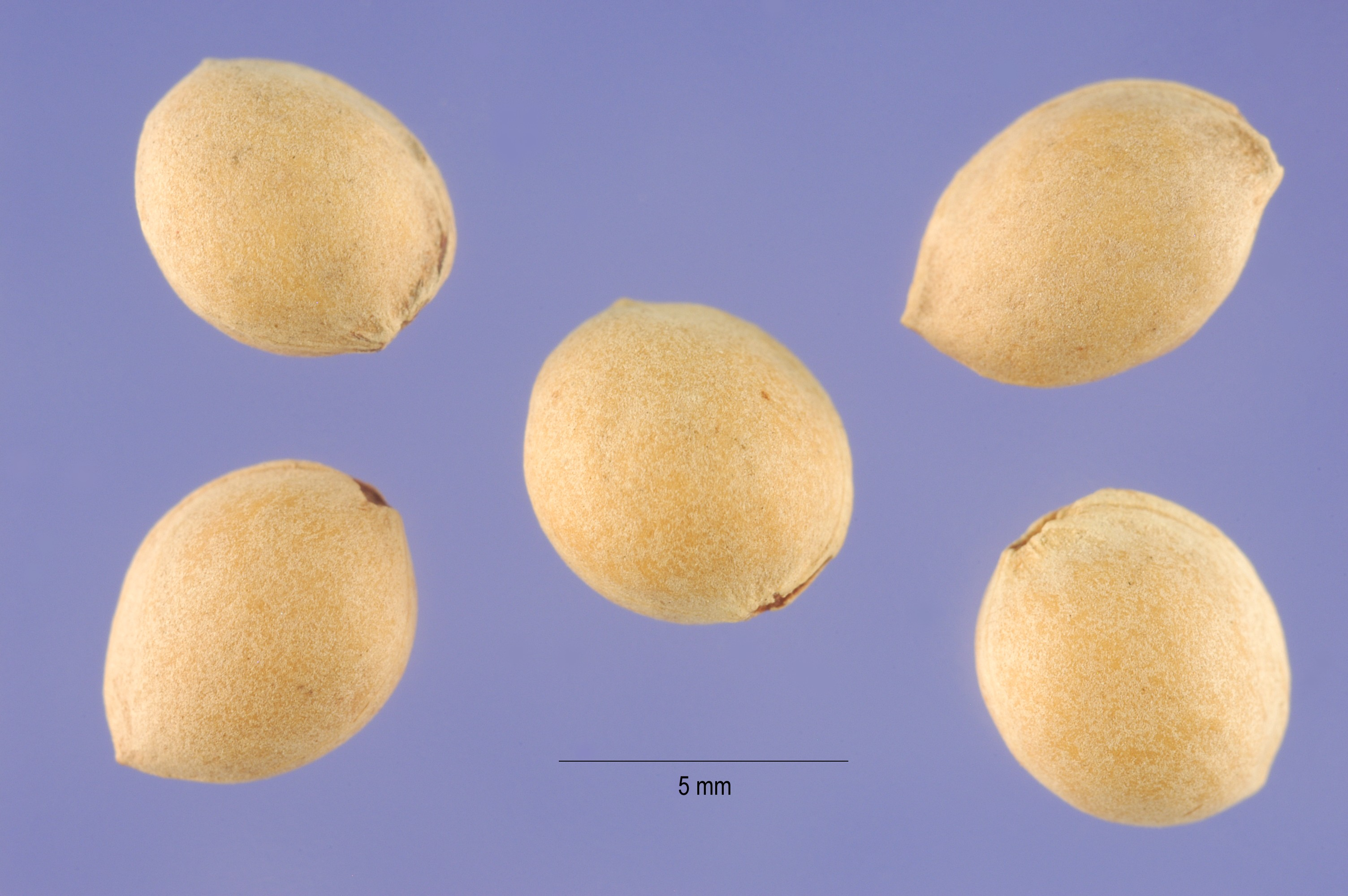
Pitten

Het zaad in de pit wordt gebruikt als specerij en wordt 'mahleb' genoemd. Het zaad smaakt bitter en aromatisch. Het wordt sinds eeuwen in het Midden-Oosten en omringende gebieden (vooral in Turkije, Libanon, Syrië, Israël, Armenië, Iran en Griekenland) gebruikt als een zoet/zuur nootachtig ingrediënt bij brood, kaas, koekjes en biscuits.
Mahleb (in het Grieks Mahlepi) wordt in Griekenland gebruikt in vakantiecake zoals tsoureki en vergelijkbare eirijke-gist cake en koekjes. In het Midden-Oosten en Anatolië wordt het gebruikt in Ramadan snoepjes, inclusief "Tsourek", "Ka'kat" en "Maamoul". Het is ook een smaakstof voor de traditionele Armeense vakantiecake, "Choereg". In Cyprus wordt het gebruikt in een speciale paaskaastaart of kaascake, 'flaounes' (φλαούνες).

### Onderstam
De weichselboom wordt gebruikt als onderstam voor de zoete kers en de zure kers. De onderstam is vooral geschikt voor lichte gronden en continentale klimaten. Niet alle zoete kersenrassen zijn echter verenigbaar met deze onderstam. Alle weichselboom-onderstammen zijn vatbaar voor Phytophthora-wortelrot en de verwelkingsziekte.
Bekende zaailingonderstammen zijn de Duitse Hüttner-Helmann 10 en Alpruma, de Franse St. Lucie 405 = Fercie Pontaleb en de Amerikaanse Mahaleb 900.
De meest bekende vegetatief vermeerderde onderstam is de Franse Sainte Lucie 64 = INRA SL 64, die door zomer- en winterstekken vermeerderd wordt.

## Namen in andere talen
- Duits: Steinweichsel, Felsenkirsche, Türkische Weichsel, Türkische Kirsche

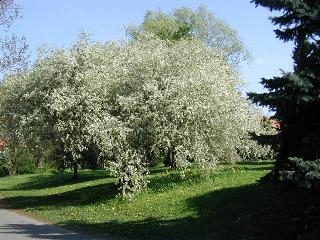
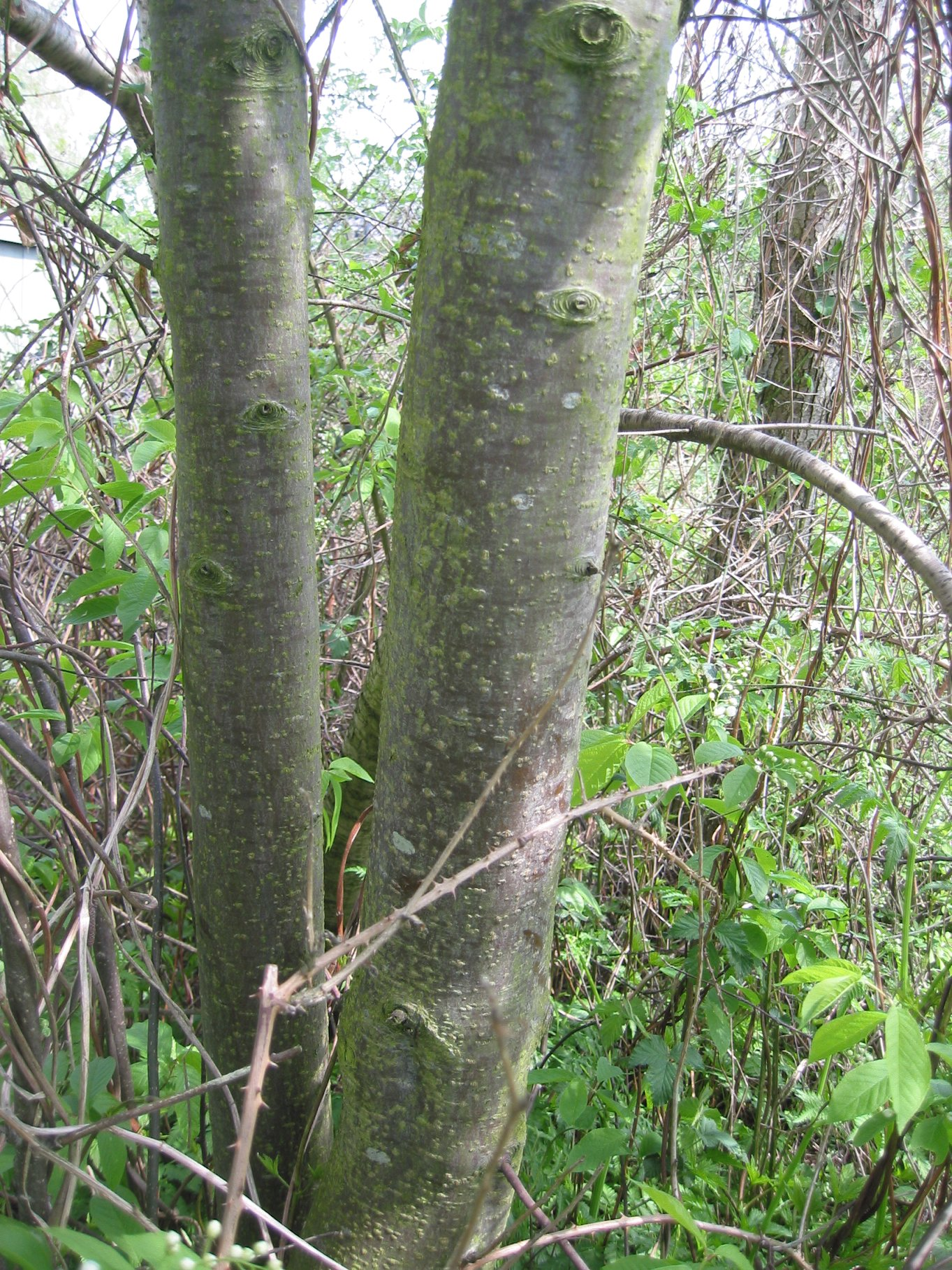
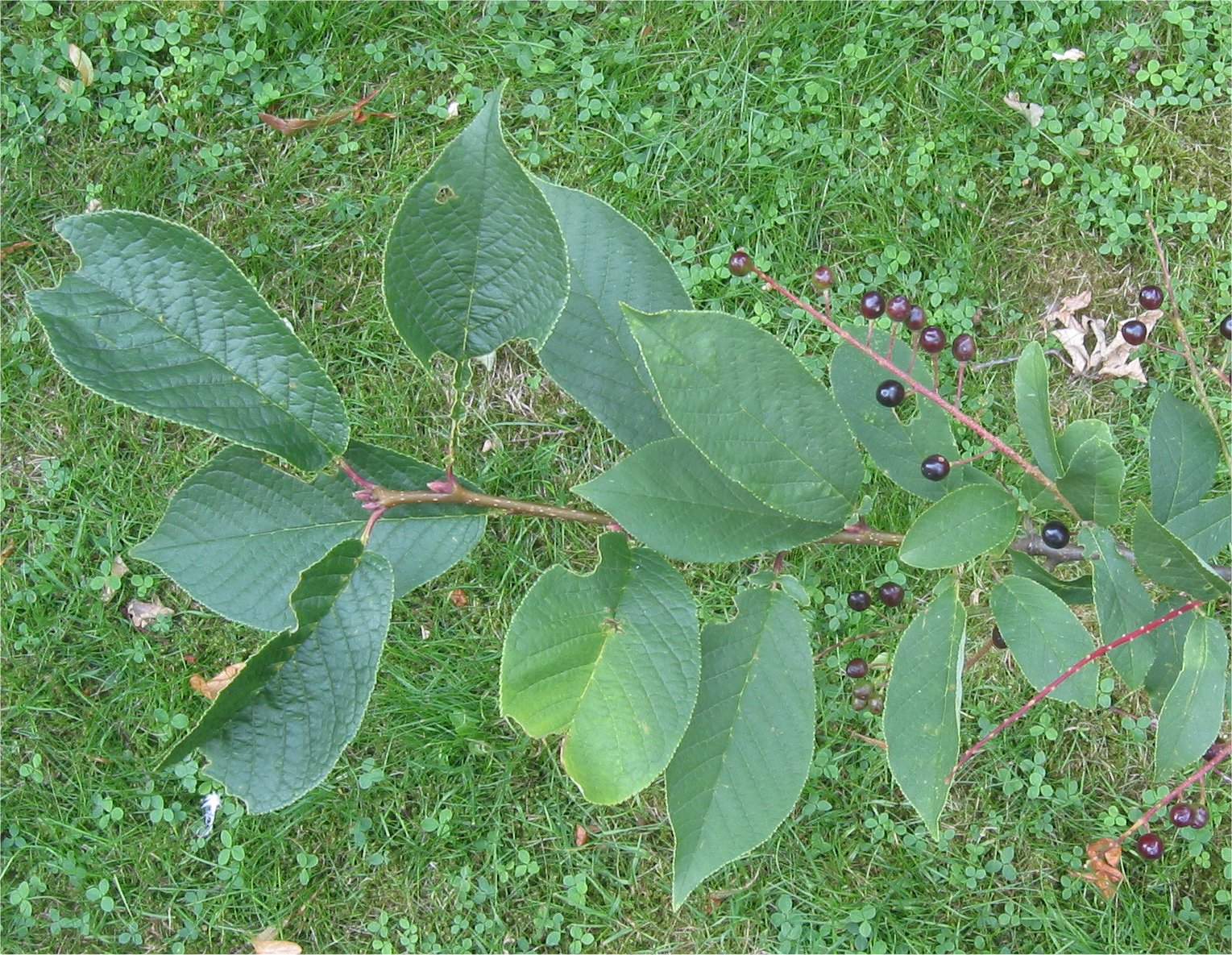

- Engels: Mahaleb Cherry
- Frans: Bois de sainte Lucie